# Los cuatro doctores de la Iglesia (Bolaños de Campos)
Los cuatro doctores de la Iglesia son cuatro relieves que formaban parte de la predela de la iglesia parroquial de Santa María de Bolaños de Campos en la provincia de Valladolid, España. Estaban situados a ambos lados del relieve principal Llanto sobre Cristo muerto. Se custodian en el Museo Diocesano y Catedralicio de Valladolid. El resto del retablo se componía con imágenes de bulto que representaban a San Antonio, Pedro y Pablo, Anunciación y Santos Juanes. El autor de la predela es Alejo de Vahía (o Bahía) de probable origen nórdico, que estuvo activo entre 1486 y 1510; en 1505 era vecino de Becerril de Campos, provincia de Palencia. Están hechos en madera policromada y cada tabla mide 60 x 42 x 24 cm.
Estuvo expuesto este conjunto en Las Edades del Hombre de El Burgo de Osma (Soria, España) La Ciudad de Seis Pisos, 1997 con el título Los cuatro doctores de la Iglesia, número 156 del catálogo.

## Identificación y traslado
Entre 1964 y 1965 tuvo lugar en Valladolid una exposición con la obra del escultor anónimo Maestro de Santa Cruz; en ella fueron exhibidas  estas cuatro piezas que todavía estaban en su retablo de Bolaños de Campos. Federico Wattenberg las dio a conocer atribuyendo la autoría a este Maestro de Santa Cruz.
Años después, en 1969, se inauguró la Exposición conmemorativa del V centenario del matrimonio de los Reyes Católicos, también en Valladolid en la que de nuevo fueron expuestos los cuatro relieves pero esta vez se reseñaron como obras pertenecientes al museo de la catedral de Valladolid, luego su traslado desde Bolaños tuvo que haber sido entre 1965 y 1969.
Posteriormente se hizo un exhaustivo estudio sobre la figura del escultor Alejo de Vahía, sus esculturas y su carácter llegando a descubrirse unos rasgos estilísticos propios de manera que tanto sus obras como aquellas que salieron de su taller pudieron localizarse sin problema. Para ello dio la pauta la Magdalena del retablo de la catedral de Palencia que está perfectamente documentada y que ha servido para el estudio de todas las demás.

## Descripción de la obra
Generalmente se distingue la figura de cada uno de los doctores por sus rasgos y expresiones. En estos cuatro relieves no hay rasgos personalizados, se les reconoce por la indumentaria y los atributos. Los cuatro están sentados en sitiales semejantes con un gran respaldo rectangular.
San Gregorio
Lleva sobre la cabeza la tiara papal con tres coronas de la que cuelgan las ínfulas.
Su vestimenta se compone de alba, estola cruzada, capa pluvial y guantes negros adornados con una joya. Sujeta un libros abierto con su mano izquierda mientras levanta la mano derecha como símbolo de doctor de la Iglesia.
San Ambrosio
Se supone que este relieve representa a San Ambrosio pero faltan los atributos específicos. Está representado un obispo con vestimenta de pontifical: mitra con ínfulas, alba, estola cruzada y cíngulo además de capa pluvial y guantes. En su mano derecha lleva báculo episcopal —que en este caso está roto—. Como doctor de la Iglesia tiene un libro abierto sobre sus rodillas.
- Los doctores
- San Gregorio
- San Ambrosio

San Agustín
En este caso tampoco se puede precisar sobre la identidad. El revestimiento es de pontifical con mitra, alba, estola cruzada, capa pluvial y guantes. En la mano izquierda sujeta el báculo al que le falta la parte de arriba. Se supone que es la figura de San Agustín porque en muchas ocasiones se representa a este doctor sin el libro —en cuyo caso la mayoría de las veces se confirma la identidad gracias a una inscripción con el nombre—. También a veces lleva como atributo una iglesia o un corazón en la mano.
San Jerónimo
Esta figura está bien identificada por su vestimenta de cardenal siguiendo la costumbre desde la Edad Media. Su ropaje le distingue como príncipe de la Iglesia; va tocado con el capelo cardenalicio del que cuelgan los cordones de seda, todo muy significativo pues esta indumentaria fue impuesta por Inocencio IV a mediados del siglo xiii. Sobre las rodillas mantiene el libro abierto como doctor de la Iglesia. Le falta la mano izquierda pero la derecha la tiene en ademán de dar testimonio.

Los doctores
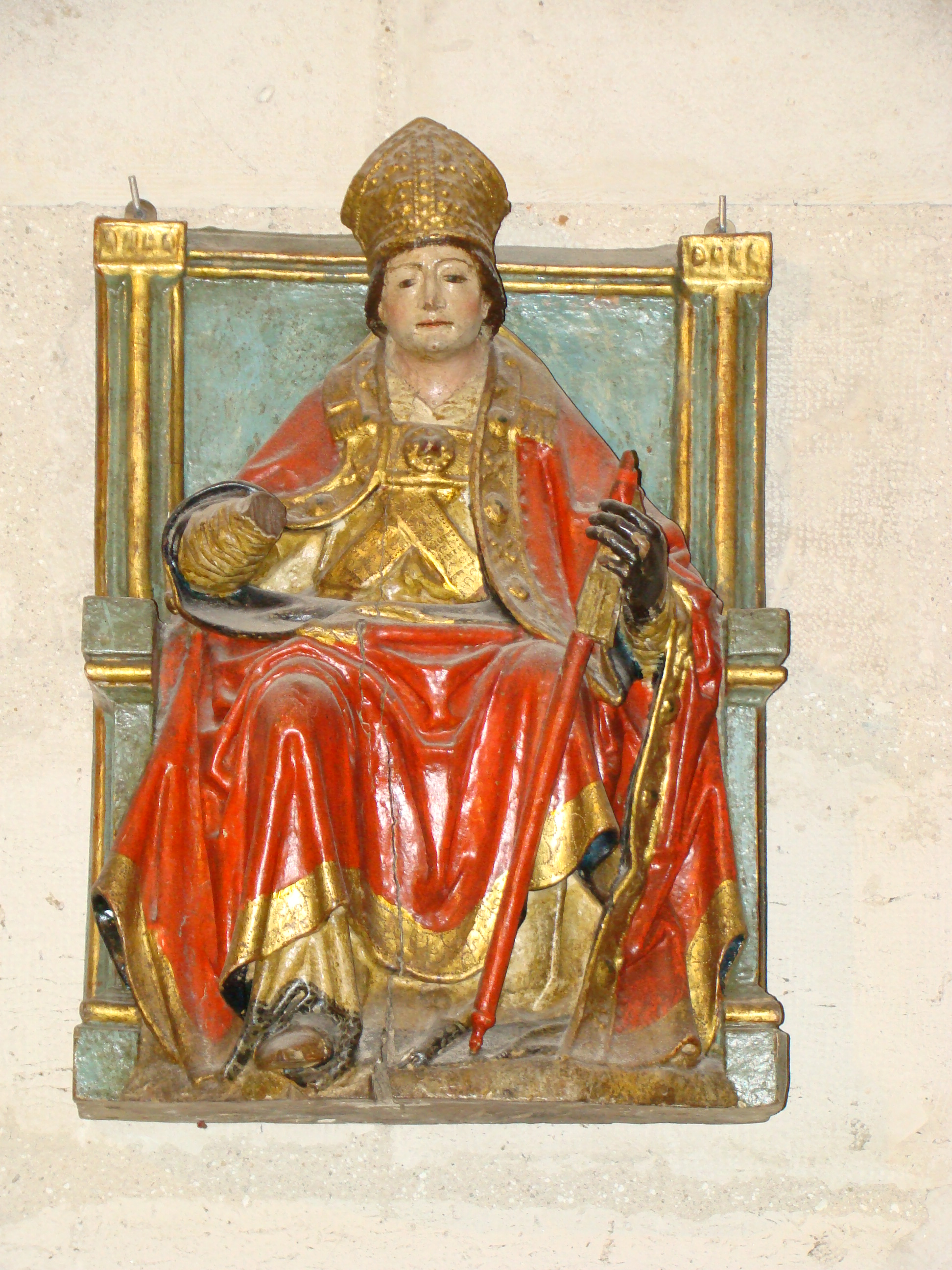
San Agustín
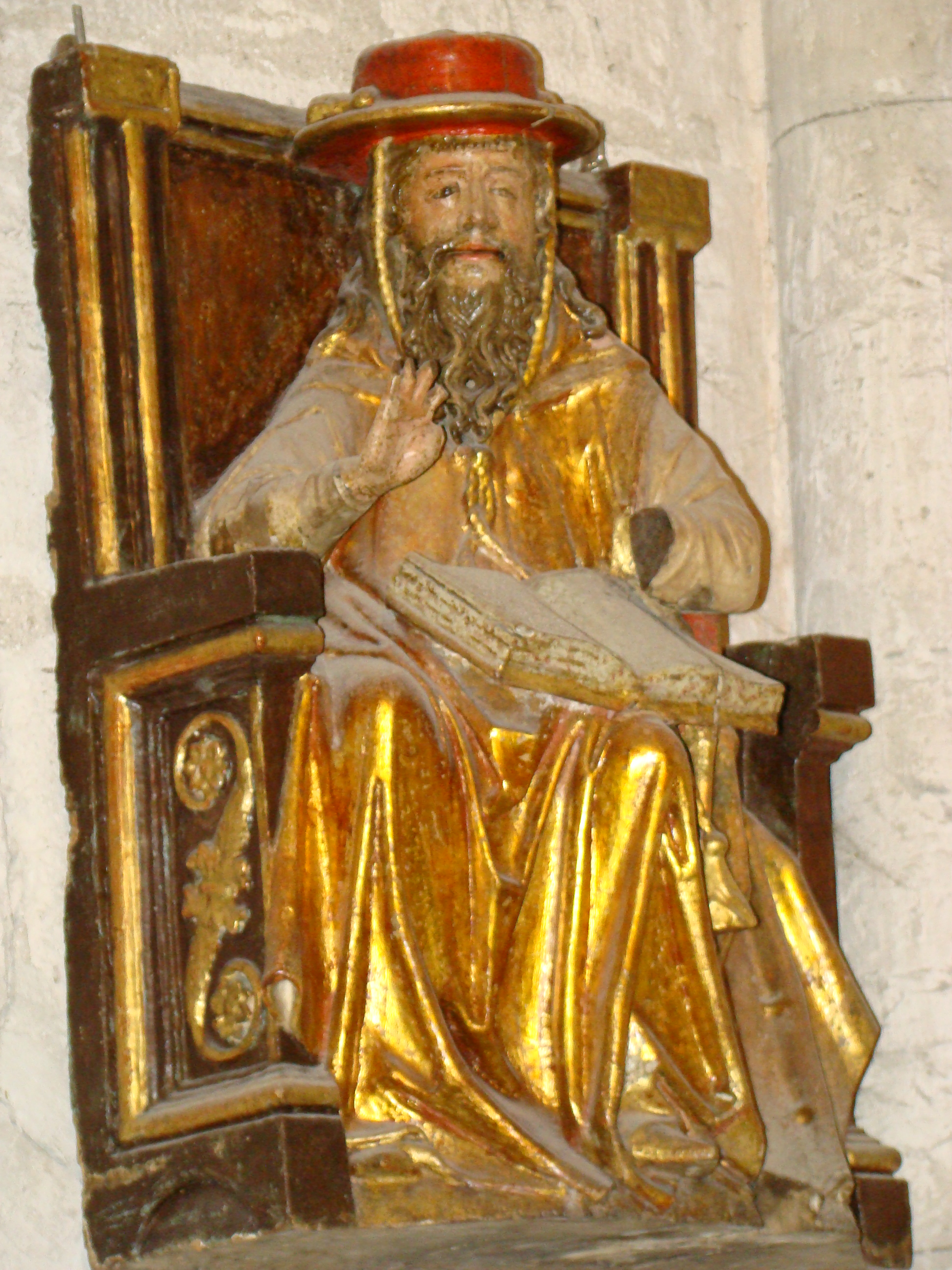
San Jerónimo

Los doctores
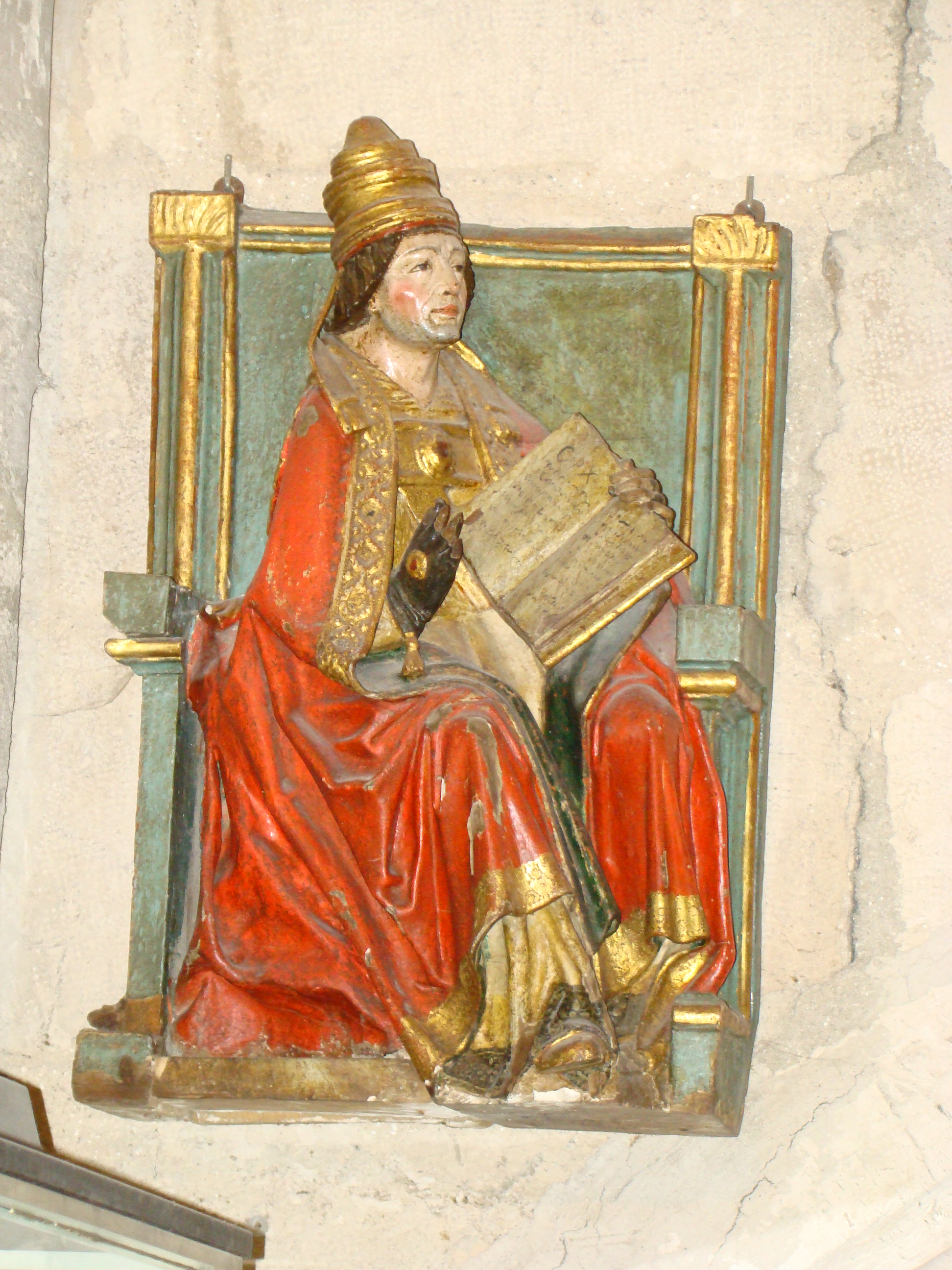
San Agustín
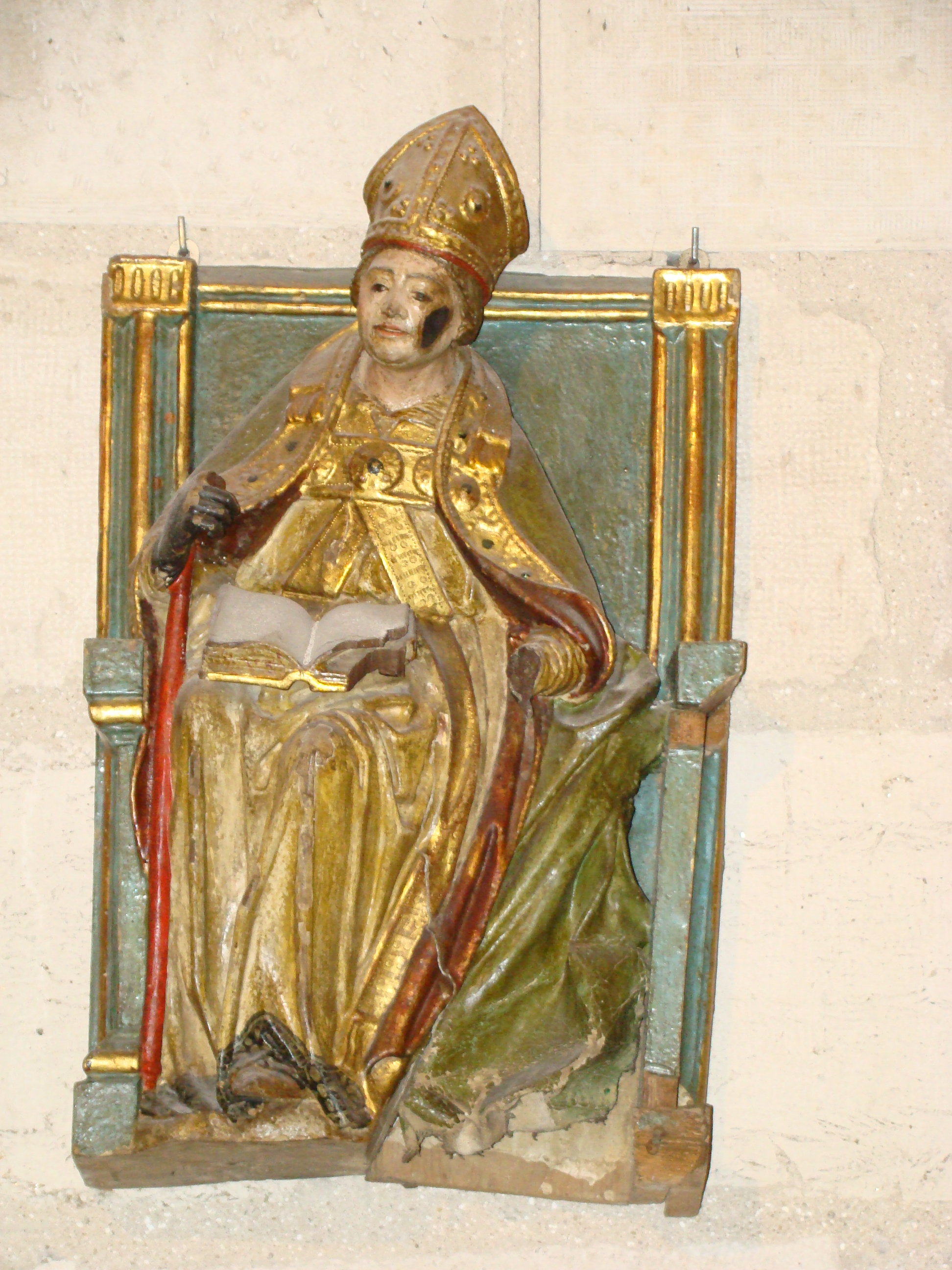
San Jerónimo